# Liste der Wappen in der Provinz Treviso
Die Liste der Wappen in der Provinz Treviso zeigt die Wappen der 94 Gemeinden in der Provinz Treviso in Venetien in der Republik Italien. In dieser Liste sind die Wappen jeweils mit einem Link auf die Gemeinde angezeigt.

## Wappen der Provinz Treviso

Provinz Treviso
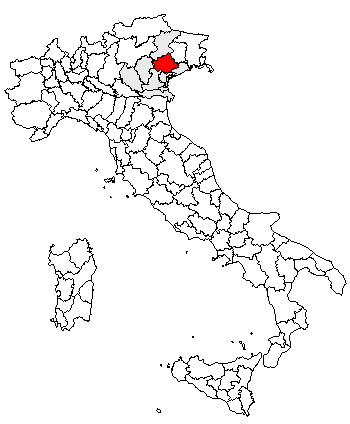
Lage in Italien

## Wappen der Gemeinden der Provinz Treviso

Altivole
Arcade
Borso del Grappa
Breda di Piave
Caerano di San Marco
Cappella Maggiore
Carbonera
Casale sul Sile
Casier
Castelcucco
Castelfranco Veneto
Castello di Godego
Cavaso del Tomba
Chiarano
Cimadolmo
Cison di Valmarino
Codognè
Colle Umberto
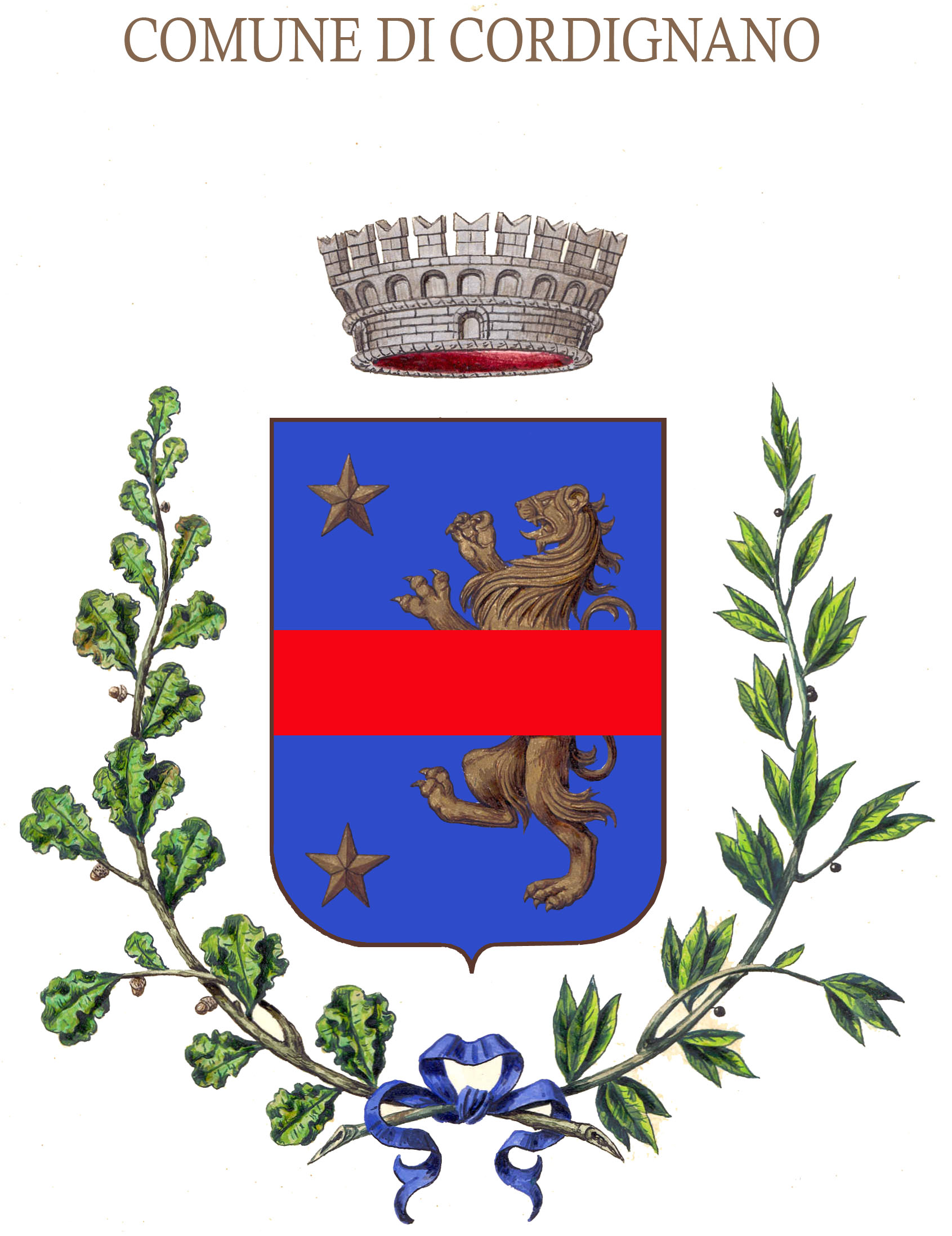
Cordignano
Cornuda
Crocetta del Montello
Farra di Soligo
Follina
Fontanelle
Fonte
Fregona
Gaiarine
Giavera del Montello
Godega di Sant’Urbano
Gorgo al Monticano
Istrana
Loria
Mansuè
Mareno di Piave
Maser
Maserada sul Piave
Meduna di Livenza
Miane
Mogliano Veneto
Monastier di Treviso
Monfumo
Montebelluna
Morgano
Moriago della Battaglia
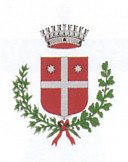
Motta di Livenza
Nervesa della Battaglia
Oderzo
Ormelle
Orsago
Paese
Pederobba
Pieve del Grappa
Pieve di Soligo
Ponte di Piave
Ponzano Veneto
Portobuffolé
Possagno
Povegliano
Preganziol
Quinto di Treviso
Refrontolo
Resana
Revine Lago
Riese Pio X
Roncade
Salgareda
San Biagio di Callalta
San Fior
San Pietro di Feletto
San Polo di Piave
San Vendemiano
San Zenone degli Ezzelini
Santa Lucia di Piave
Sarmede
Segusino
Sernaglia della Battaglia
Silea
Spresiano
Susegana
Tarzo
Trevignano
Treviso
Valdobbiadene
Vazzola
Vedelago
Vidor
Villorba
Vittorio Veneto
Volpago del Montello
Zenson di Piave
Zero Branco